# Nōgaku
Nōgaku (japanisch 能楽, ältere Schreibweise: 能樂) ist eine traditionelle japanische Kunstform und ein Sammelbegriff, der sowohl das Nō, einschließlich des zeremoniellen Drei-Akte-Stücks „Okina“ (式三番), als auch das Kyōgen umfasst. Nōgaku ist als wichtiges immaterielles Kulturgut Japans anerkannt und wurde zudem in die UNESCO-Liste des immateriellen Kulturerbes aufgenommen.
Nō ist eine Theaterform, die Musik, Tanz und Schauspiel miteinander verbindet. Sie entstand im 14. Jahrhundert und gilt als eine der ältesten erhaltenen Theaterarten der Welt. Nō zeichnet sich durch stilisierte Bewegungen, den Einsatz von Masken und eine reduzierte Bühnenästhetik aus. Die Aufführungen basieren häufig auf klassischen japanischen Literaturwerken und legen großen Wert auf Symbolik und Atmosphäre. Heute ist Nō ein bedeutender Bestandteil des japanischen Kulturerbes und wird sowohl in Japan als auch international aufgeführt.

## Aufbau und Bestandteile
Nōgaku umfasst zwei Hauptformen des traditionellen japanischen Theaters: das Nō und das Kyōgen. Während das Nō durch seine ernste, symbolische und stilisierte Ausdrucksweise geprägt ist, stellt das Kyōgen die komödiantische und oft satirische Gegenform dar. Traditionell werden Nō und Kyōgen in einer Aufführung kombiniert, wobei Kyōgen als leichte, humorvolle Unterbrechung zwischen den ernsten Nō-Stücken dient. Die Stücke des Nōgaku basieren häufig auf klassischen japanischen Legenden, historischen Ereignissen oder literarischen Werken und sind stark von religiösen und philosophischen Konzepten beeinflusst.

## Historischer Kontext
Nōgaku entstand im 14. Jahrhundert während der Muromachi-Zeit und entwickelte sich aus älteren Theatertraditionen sowie religiösen Zeremonien. Die Unterstützung durch die Samurai-Klasse war entscheidend für die Weiterentwicklung und Verbreitung dieser Kunstform. Bedeutende Persönlichkeiten wie Zeami Motokiyo haben durch theoretische Schriften und praktische Innovationen maßgeblich zur Etablierung des Nōgaku beigetragen. Im Laufe der Jahrhunderte blieb Nōgaku eine elitäre Kunstform, die hauptsächlich von Adligen und Samurai gepflegt wurde. Mit der Modernisierung Japans im 19. und 20. Jahrhundert erlebte Nōgaku sowohl Phasen der Stagnation als auch der Wiederbelebung, wobei heute weltweit Bemühungen bestehen, diese Kunstform zu erhalten und bekannt zu machen.

## Kulturhistorische Bedeutung
Nōgaku ist nicht nur ein bedeutendes Kulturgut Japans, sondern hat auch Einfluss auf andere japanische Theaterformen wie das Kabuki (japanisch 歌舞伎) und das Puppentheater (Bunraku, (japanisch 人形浄瑠璃文楽)) genommen. 2001 wurde Nōgaku von der UNESCO als „Meisterwerk des mündlichen und immateriellen Erbes der Menschheit“ anerkannt. 2008, im Zuge der Umstellung des UNESCO-Programms, wurde diese Auszeichnung in die Repräsentative Liste des immateriellen Kulturerbes der Menschheit überführt. Heute wird Nōgaku sowohl in traditionellen Theatern in Japan als auch auf internationalen Bühnen aufgeführt und gilt als wichtiger Träger japanischer Kultur und Ästhetik.